# Mortes em junho de 2024
Mortes em 2024: ← Janeiro – Fevereiro – Março – Abril – Maio – Junho – Julho – Agosto – Setembro – Outubro – Novembro – Dezembro →
Esta é uma relação de pessoas notáveis que morreram durante o mês de junho de 2024, listando nome, nacionalidade, ocupação e ano de nascimento.

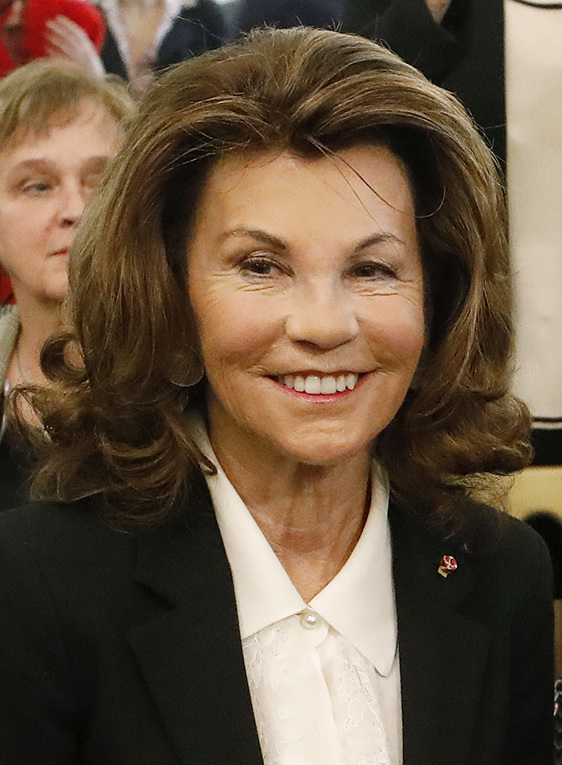
Brigitte Bierlein, política e jurista austríaca.

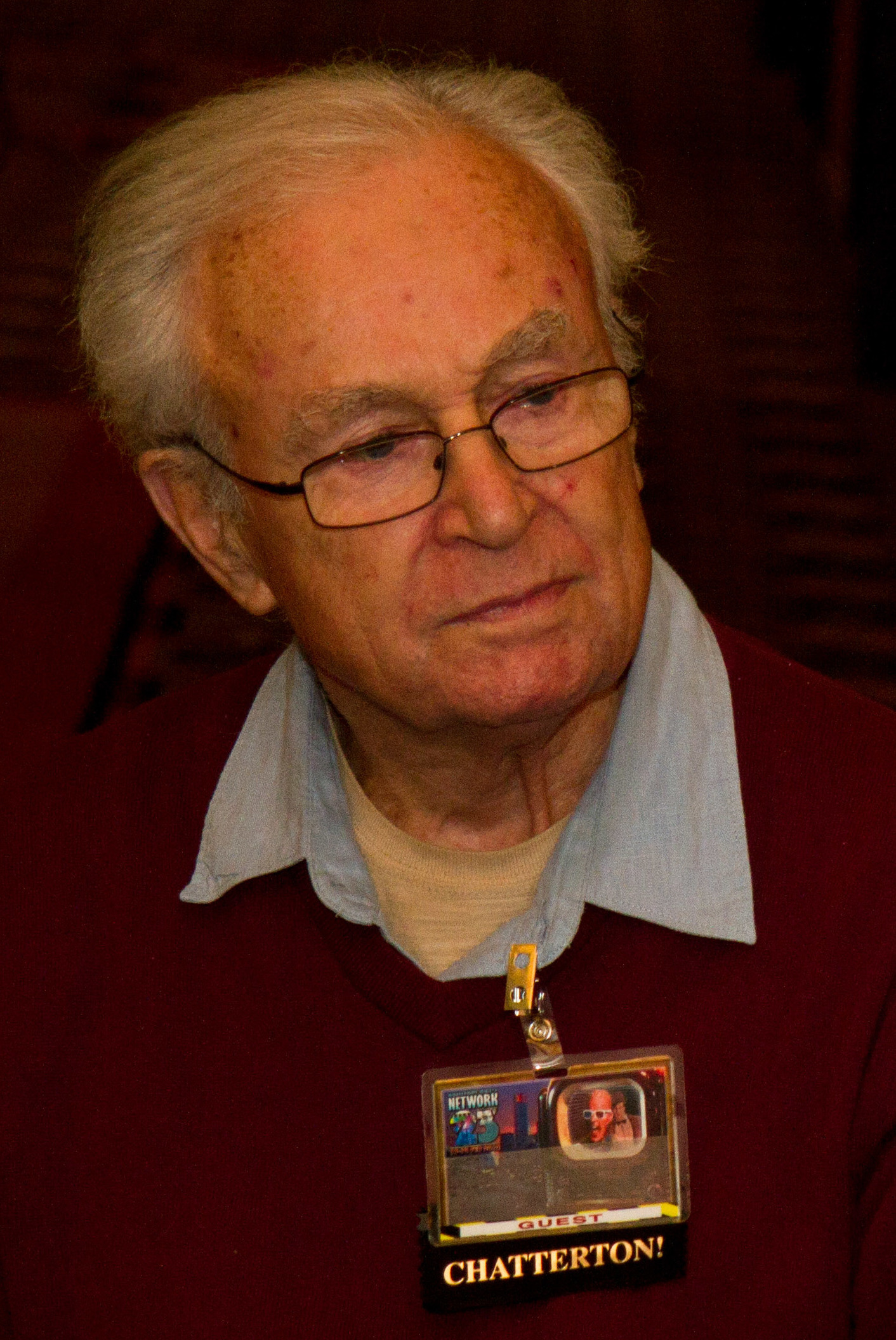
William Russell, ator britânico.

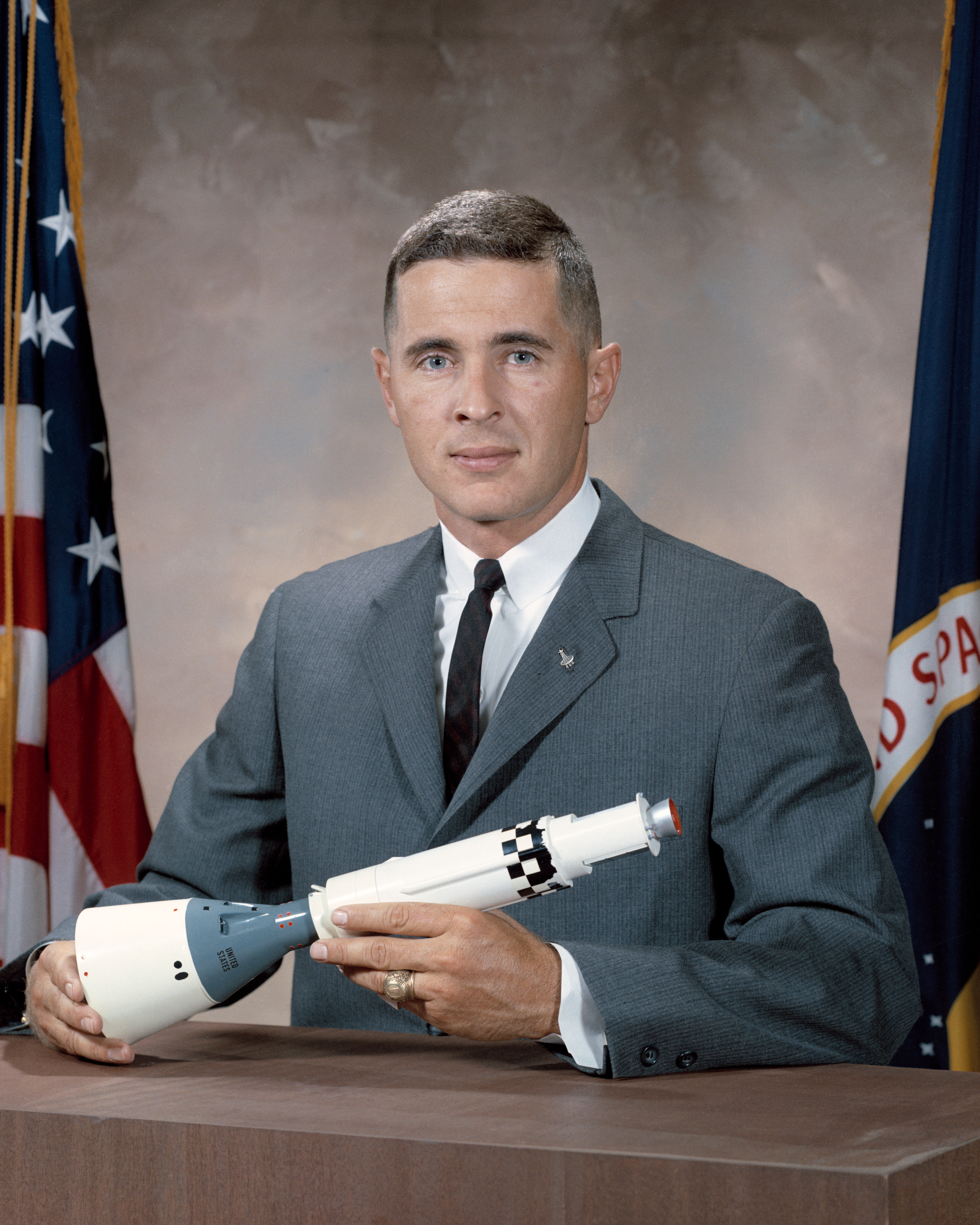
William Anders, astronauta estadunidense.

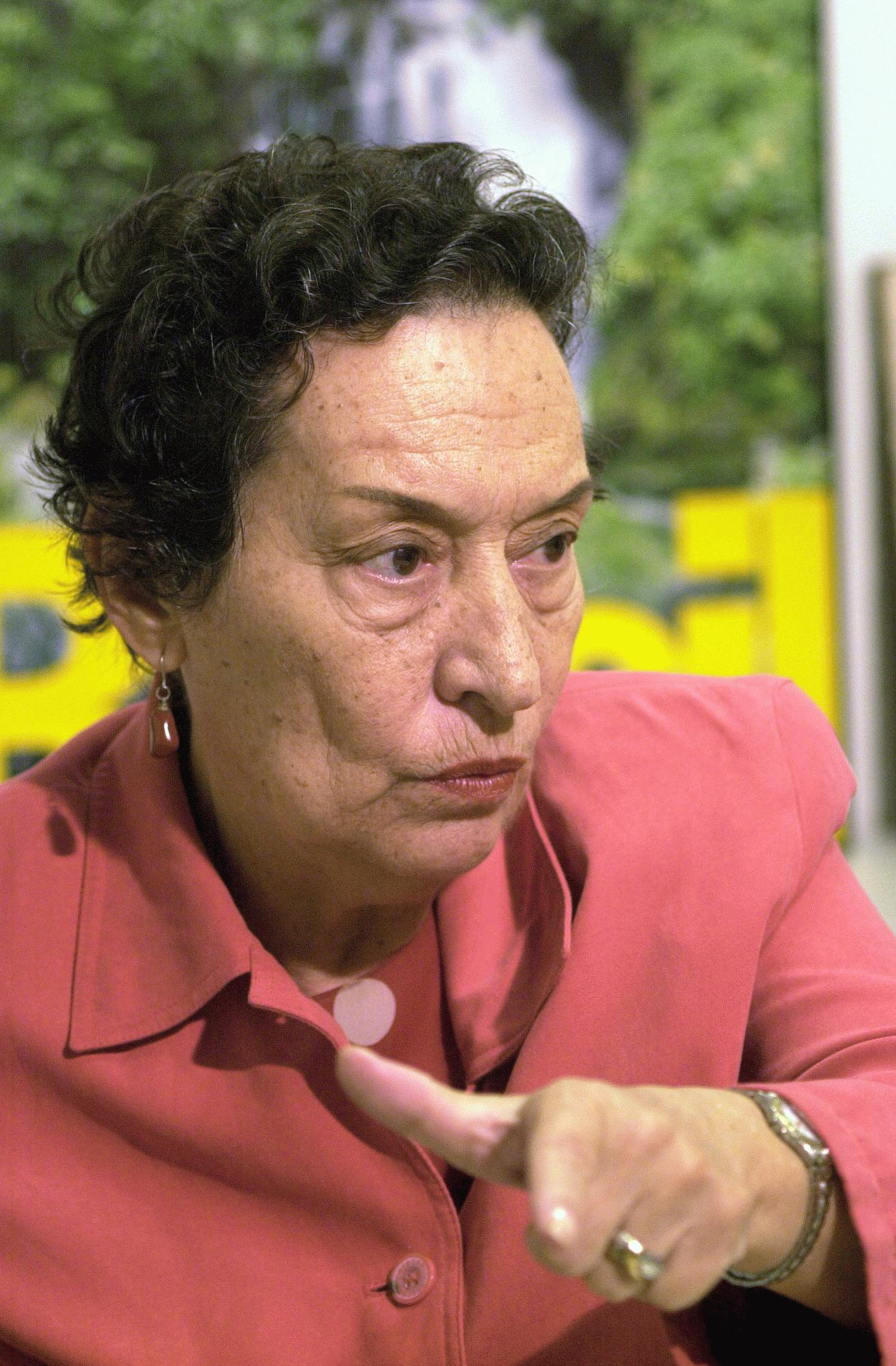
Maria da Conceição Tavares, economista luso-brasileira.

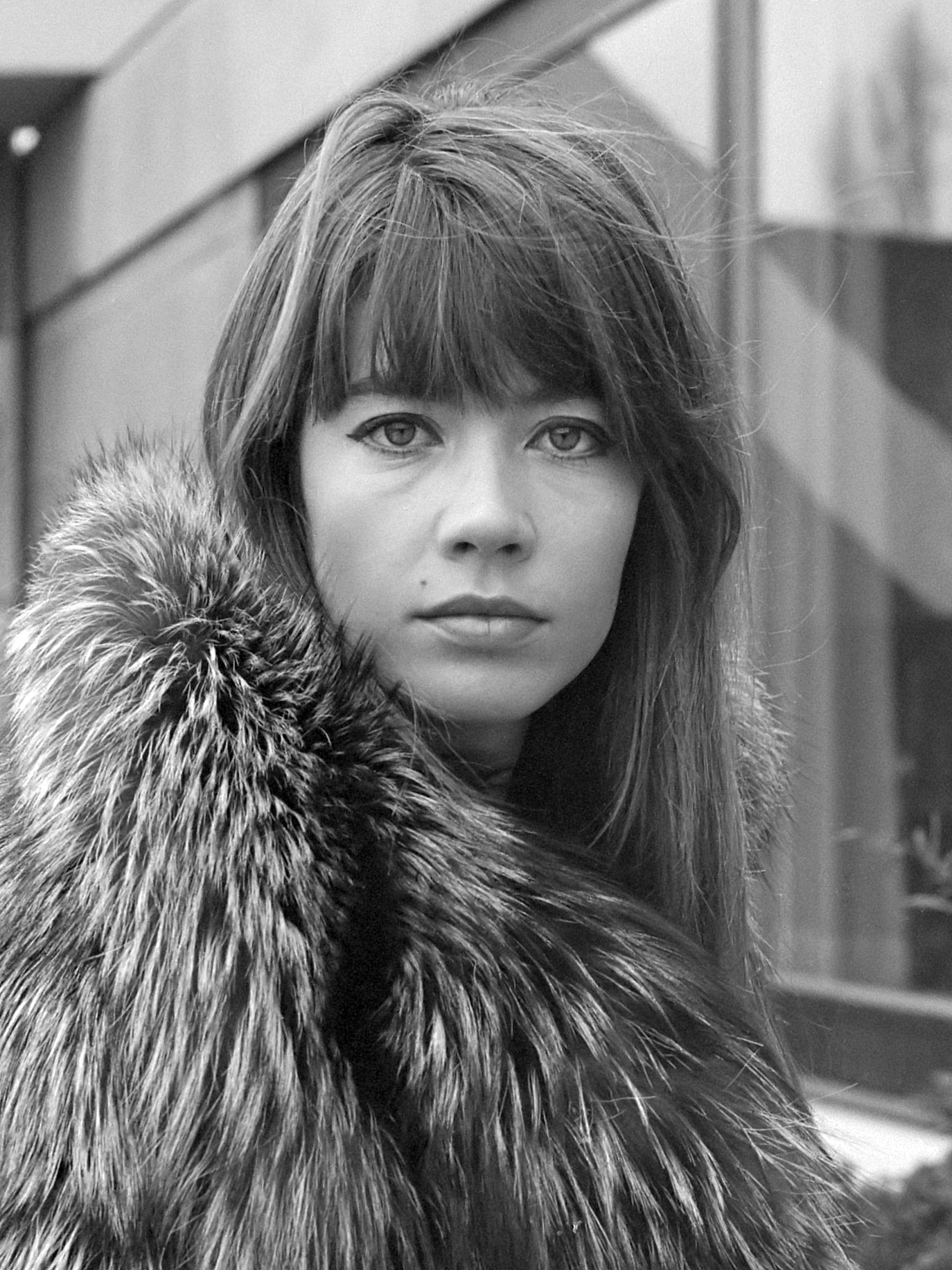
Françoise Hardy, cantora francesa.

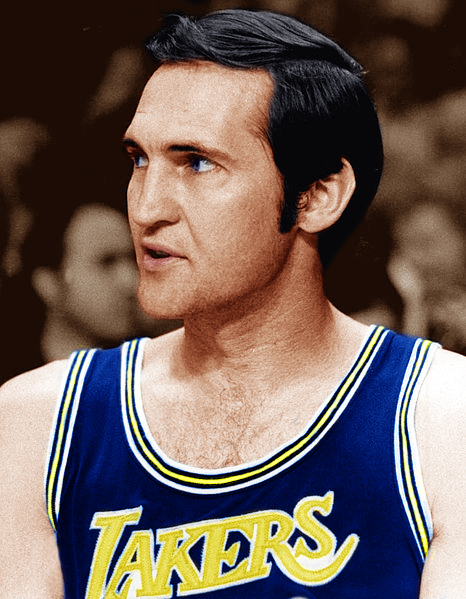
Jerry West, basquetebolista estadunidense.

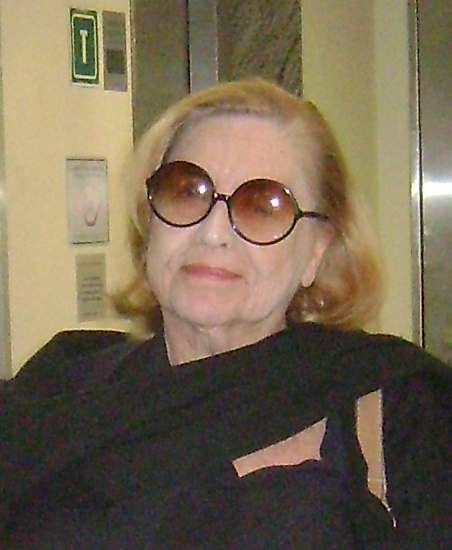
Jacqueline Laurence, atriz brasileira nascida na França.

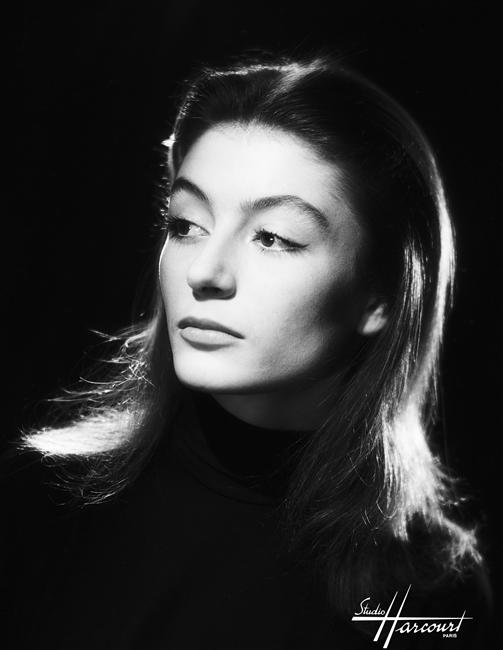
Anouk Aimée, atriz francesa.

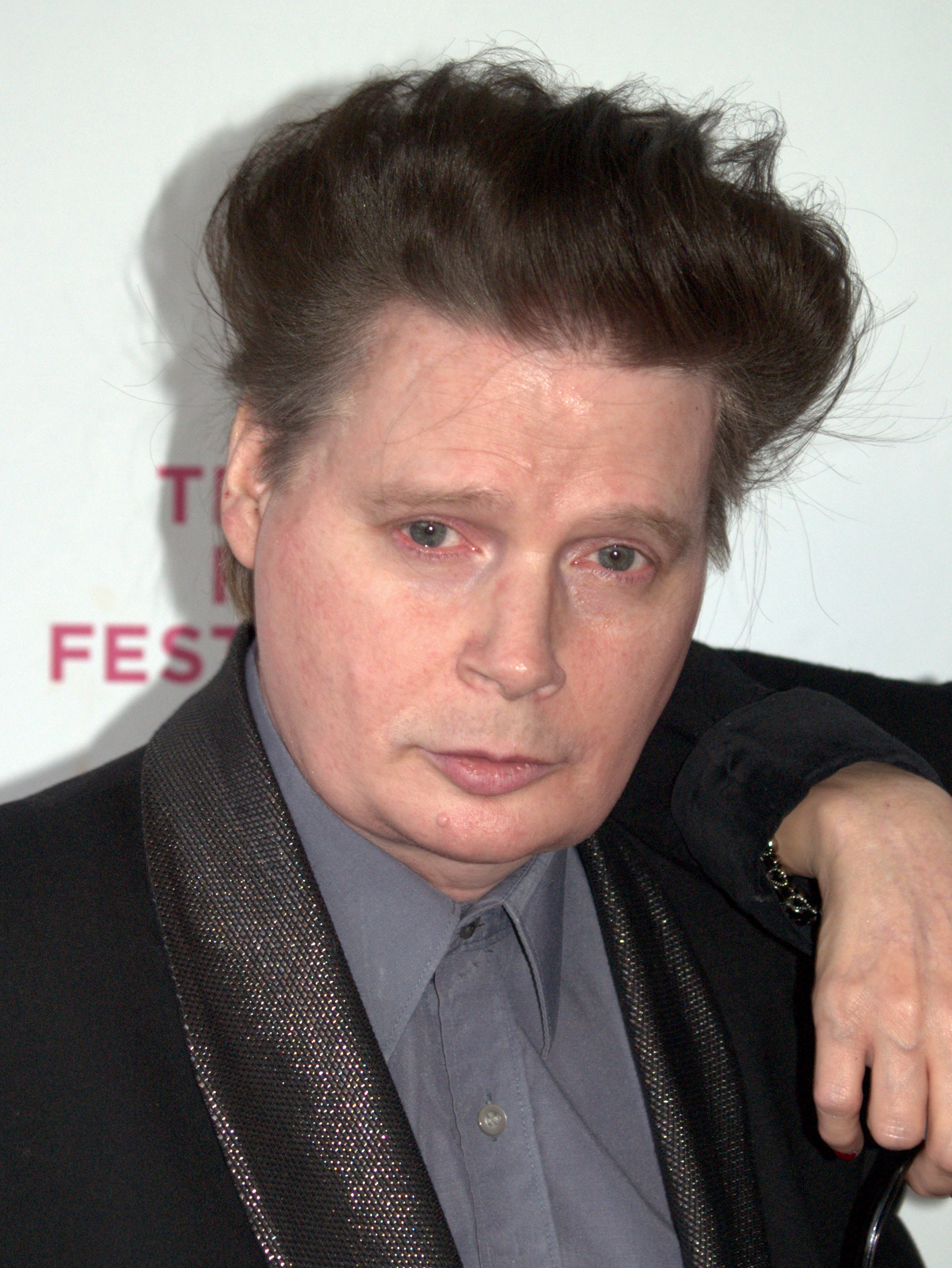
James Chance, músico estadunidense.

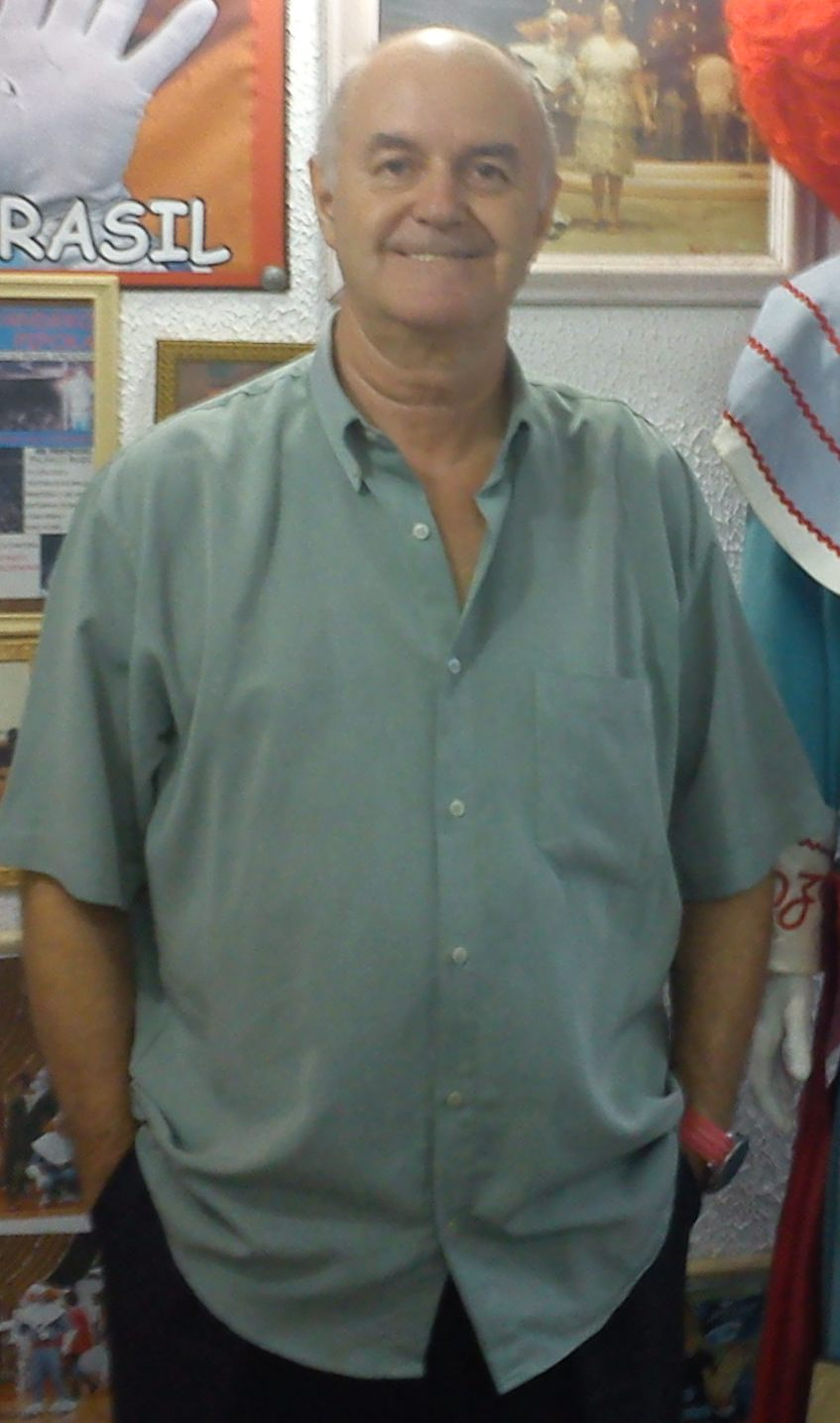
Wandeko Pipoca, comediante e apresentador de televisão brasileiro.

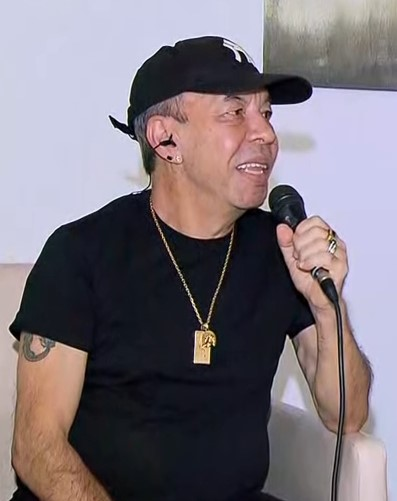
Chrystian, cantor brasileiro.

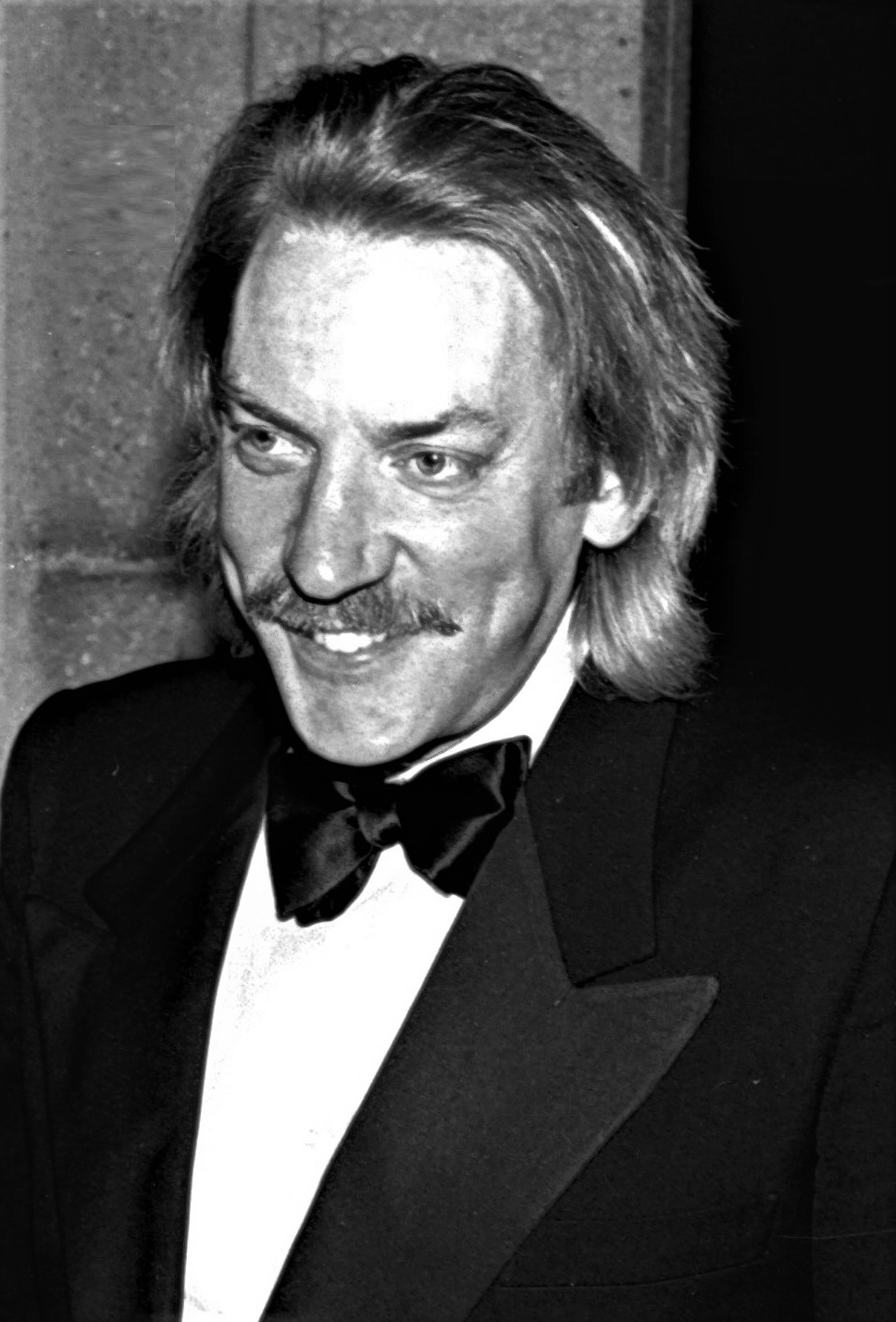
Donald Sutherland, ator canadense.

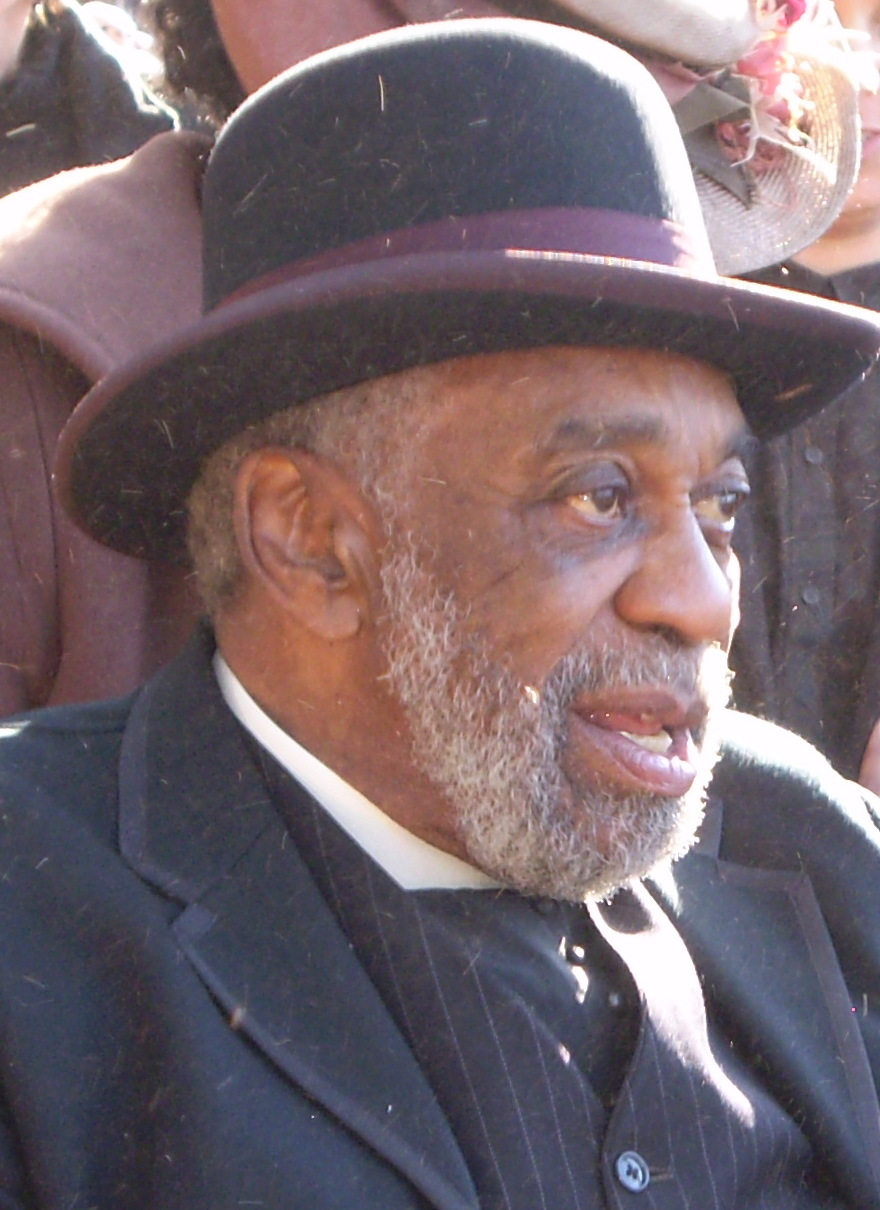
Bill Cobbs, ator estadunidense.

| Dia | Nome                                   | Profissão ou motivo de reconhecimento  | Nacionalidade                    | Nasc. | Ref    |
| --- | -------------------------------------- | -------------------------------------- | -------------------------------- | ----- | ------ |
| 1   | Erich Anderson                         | Ator                                   | Estados Unidos                   | 1956  | [ 1 ]  |
| 2   | Carl Cain                              | Basquetebolista                        | Estados Unidos                   | 1934  | [ 2 ]  |
| 2   | Larry Allen                            | Jogador de futebol americano           | Estados Unidos                   | 1971  | [ 3 ]  |
| 2   | Jeannette Charles                      | Atriz                                  | Reino Unido                      | 1927  | [ 4 ]  |
| 2   | Tonny Brasil                           | Cantor e compositor                    | Brasil                           | 1967  | [ 5 ]  |
| 2   | Leila Barbara                          | Linguista                              | Brasil                           | 1938  | [ 6 ]  |
| 3   | Brigitte Bierlein                      | Política e jurista                     | Áustria                          | 1949  | [ 7 ]  |
| 3   | William Russell                        | Ator                                   | Reino Unido                      | 1924  | [ 8 ]  |
| 3   | Jürgen Moltmann                        | Teólogo                                | Alemanha                         | 1926  | [ 9 ]  |
| 4   | Parnelli Jones                         | Automobilista                          | Estados Unidos                   | 1933  | [ 10 ] |
| 4   | Clóvis Pereira                         | Compositor                             | Brasil                           | 1932  | [ 11 ] |
| 4   | Matilda Koen-Sarano                    | Escritora                              | Israel/ Itália                   | 1934  | [ 12 ] |
| 4   | Tom Bower                              | Ator                                   | Estados Unidos                   | 1938  | [ 13 ] |
| 5   | Daniel Etounga-Manguelle               | Economista                             | Camarões                         | 1943  | [ 14 ] |
| 5   | André Desvallées                       | Museólogo                              | França                           | 1931  | [ 15 ] |
| 5   | Akira Endō                             | Bioquímico                             | Japão                            | 1933  | [ 16 ] |
| 6   | Éric Hazan                             | Escritor                               | França                           | 1936  | [ 17 ] |
| 6   | Sergei Novikov                         | Matemático                             | Rússia/ União Soviética          | 1938  | [ 18 ] |
| 6   | Fumihiko Maki                          | Arquiteto                              | Japão                            | 1928  | [ 19 ] |
| 6   | Oswald Ducrot                          | Linguista                              | França                           | 1938  | [ 20 ] |
| 7   | Pampa                                  | Voleibolista                           | Brasil                           | 1964  | [ 21 ] |
| 7   | William Anders                         | Astronauta                             | Estados Unidos                   | 1933  | [ 22 ] |
| 7   | Regina Gordilho                        | Política                               | Brasil                           | 1933  | [ 23 ] |
| 8   | Maria da Conceição Tavares             | Economista                             | Brasil/ Portugal                 | 1930  | [ 24 ] |
| 8   | Mark James                             | Compositor                             | Reino Unido                      | 1940  | [ 25 ] |
| 9   | Ed Stone                               | Físico                                 | Estados Unidos                   | 1936  | [ 26 ] |
| 9   | Lynn Conway                            | Cientista, engenheira e ativista       | Estados Unidos                   | 1938  | [ 27 ] |
| 9   | Mikhail Kolyushev                      | Ciclista                               | Tajiquistão/ União Soviética     | 1943  | [ 28 ] |
| 9   | Yoshiko Kuga                           | Atriz                                  | Japão                            | 1931  | [ 29 ] |
| 10  | Saulos Chilima                         | Político                               | Malawi                           | 1973  | [ 30 ] |
| 11  | Françoise Hardy                        | Cantora                                | França                           | 1944  | [ 31 ] |
| 12  | Fernando José de França Dias Van-Dúnem | Político                               | Angola                           | 1934  | [ 32 ] |
| 12  | Ilva Niño                              | Atriz                                  | Brasil                           | 1934  | [ 33 ] |
| 12  | Jerry West                             | Basquetebolista                        | Estados Unidos                   | 1938  | [ 34 ] |
| 12  | Vyacheslav Zudov                       | Cosmonauta                             | Rússia/ União Soviética          | 1942  | [ 35 ] |
| 13  | Nahim                                  | Cantor                                 | Brasil                           | 1952  | [ 36 ] |
| 13  | Skowa                                  | Músico                                 | Brasil                           | 1955  | [ 37 ] |
| 13  | Angela Bofill                          | Cantora e compositora                  | Estados Unidos                   | 1954  | [ 38 ] |
| 13  | Jorge Luque                            | Ciclista                               | Colômbia                         | 1936  | [ 39 ] |
| 13  | Tommy Banks                            | Futebolista                            | Reino Unido                      | 1929  | [ 40 ] |
| 13  | Benji Gregory                          | Ator                                   | Estados Unidos                   | 1978  | [ 41 ] |
| 14  | Gregorio Pérez Companc                 | Empresário                             | Argentina                        | 1934  | [ 42 ] |
| 14  | Kazuko Shiraishi                       | Poeta                                  | Canadá/ Japão                    | 1931  | [ 43 ] |
| 14  | Trygve Reenskaug                       | Cientista da computação                | Noruega                          | 1930  | [ 44 ] |
| 15  | Jadallah Azzuz at-Talhi                | Político                               | Líbia                            | 1939  | [ 45 ] |
| 15  | Maria Quintans                         | Poetisa e dramaturga                   | Portugal                         | 1955  | [ 46 ] |
| 15  | Kevin Campbell                         | Futebolista                            | Reino Unido                      | 1970  | [ 47 ] |
| 16  | Marcelo Raúl Martorell                 | Prelado                                | Argentina                        | 1945  | [ 48 ] |
| 16  | Roberto Lückert León                   | Prelado                                | Venezuela                        | 1939  | [ 49 ] |
| 16  | Bob Schul                              | Corredor                               | Estados Unidos                   | 1937  | [ 50 ] |
| 16  | Jan Breytenbach                        | Militar e escritor                     | África do Sul                    | 1932  | [ 51 ] |
| 16  | Alexandre Figueiredo                   | Engenheiro agrônomo e político         | Brasil                           | 1958  | [ 52 ] |
| 16  | Dmitri Yafaev                          | Matemático                             | Rússia/ França                   | 1948  | [ 53 ] |
| 17  | Jacqueline Laurence                    | Atriz                                  | França/ Brasil                   | 1932  | [ 54 ] |
| 17  | Regina Veloso                          | Nadadora                               | Portugal                         | 1939  | [ 55 ] |
| 17  | Arvind Mithal                          | Informático                            | Estados Unidos/ Índia            | 1947  | [ 56 ] |
| 18  | Anouk Aimée                            | Atriz                                  | França                           | 1932  | [ 57 ] |
| 18  | James Chance                           | Músico                                 | Estados Unidos                   | 1953  | [ 58 ] |
| 18  | Willie Mays                            | Beisebolista                           | Estados Unidos                   | 1931  | [ 59 ] |
| 18  | Wandeko Pipoca                         | Comediante e apresentador de televisão | Brasil                           | 1951  | [ 60 ] |
| 18  | Franjo Vladić                          | Futebolista                            | Iugoslávia/ Bósnia e Herzegovina | 1950  | [ 61 ] |
| 19  | Chrystian                              | Cantor                                 | Brasil                           | 1956  | [ 62 ] |
| 20  | Donald Sutherland                      | Ator                                   | Canadá                           | 1935  | [ 63 ] |
| 20  | Dr. Evilásio                           | Politico                               | Brasil                           | 1952  | [ 64 ] |
| 21  | Gerhard Hund                           | Enxadrista                             | Alemanha                         | 1932  | [ 65 ] |
| 21  | Frederick Crews                        | Crítico literário                      | Estados Unidos                   | 1933  | [ 66 ] |
| 22  | Johan Dalgas Frisch                    | Ornitólogo                             | Brasil                           | 1930  | [ 67 ] |
| 22  | Cesinha Chaves                         | Skatista                               | Brasil                           | 1955  | [ 68 ] |
| 23  | Hugo Villanueva                        | Futebolista                            | Chile                            | 1939  | [ 69 ] |
| 23  | Claude Buchon                          | Ciclista                               | França                           | 1949  | [ 70 ] |
| 24  | Alexandros Tombazis                    | Arquiteto                              | Grécia                           | 1939  | [ 71 ] |
| 24  | Seth Binzer                            | Cantor                                 | Estados Unidos                   | 1974  | [ 72 ] |
| 25  | Bill Cobbs                             | Ator                                   | Estados Unidos                   | 1934  | [ 73 ] |
| 25  | Norman Shetler                         | Pianista e marionetista                | Áustria/ Estados Unidos          | 1931  | [ 74 ] |
| 25  | José Forjaz                            | Arquiteto                              | Moçambique/ Portugal             | 1936  | [ 75 ] |
| 26  | Pat Heywood                            | Atriz                                  | Reino Unido                      | 1931  | [ 76 ] |
| 27  | Landry N'Guémo                         | Futebolista                            | Camarões                         | 1985  | [ 77 ] |
| 27  | Manuel Fernandes                       | Futebolista                            | Portugal                         | 1951  | [ 78 ] |
| 27  | Alexander Knayfel                      | Compositor                             | Rússia/ União Soviética          | 1941  | [ 79 ] |
| 27  | Maria Rita de Almeida Toledo           | Historiadora                           | Brasil                           | 1968  | [ 80 ] |
| 27  | Maria José Nápoles                     | Esgrimista                             | Portugal                         | 1936  | [ 81 ] |
| 28  | Mohamed Osman Jawari                   | Político                               | Somália                          | 1945  | [ 82 ] |
| 28  | Dudu                                   | Futebolista                            | Brasil                           | 1939  | [ 83 ] |
| 28  | Yves Herbet                            | Futebolista e treinador                | França                           | 1946  | [ 84 ] |
| 28  | Orlando Cepeda                         | Jogador de beisebol                    | Porto Rico                       | 1937  | [ 85 ] |
| 28  | Audrey Flack                           | Artista visual                         | Estados Unidos                   | 1931  | [ 86 ] |
| 29  | Lalla Latifa Hammou                    | Nobre                                  | Marrocos                         | 1946  | [ 87 ] |
| 29  | Estevam Galvão                         | Político                               | Brasil                           | 1942  | [ 88 ] |
| 29  | Lídia Quinan                           | Política                               | Brasil                           | 1937  | [ 89 ] |
| 30  | Manuel Cargaleiro                      | Pintor e ceramista                     | Portugal                         | 1927  | [ 90 ] |
| 30  | Gilbert Desmet                         | Ciclista                               | Bélgica                          | 1931  | [ 91 ] |
| 30  | Eric Poujade                           | Ginasta                                | França                           | 1972  | [ 92 ] |